# Batik Film Festival
bATìk [Film] Festival était un Festival de cinéma qui se déroulait annuellement à Pérouse en novembre et décembre,. 
Les lieux ayant accueilli le festival sont le Théâtre Morlacchi, la Rocca Paolina, le Palazzo dei Priori et l'Oratorio di Santa Cecilia.
Le festival qui s'est déroulé de 1997 à 2008 était consacré au « cinéma difforme » non homologué, indépendant et international ; en 2009 bATìk [Film] Festival est devenu Festival IMMaginario.